# شهرستان ایسیق‌کول
شهرستان ایسیق‌کول (به قرقیزی: Ысык-Көл району، ىسىق كۅل رايونۇ) یک شهرستان از استان ایسیق‌کول در شمال شرقی قرقیزستان واقع شده‌است. این شهرستان که در شمال دریاچه ایسیق‌کول واقع شده است، دارای مساحت ۳۶۰۳ کیلومترمربع (۱۳۹۱ مایل مربع) می‌باشد. مرکز این شهرستان شهر چولپان‌آته است.

## خصوصیات
شهرستان ایسیق‌کول بر اساس آمار سال ۲۰۰۹، مشتمل بر یک شهر و ۳۰ منطقه مسکونی است و دارای ۷۵٬۵۳۳ نفر جمعیت است.